# Support de l'IPv6 par système d'exploitation
Cet article compare le support et l'implémentation des normes du protocole IPv6 selon les systèmes d'exploitation.
| Système d'exploitation                                     | Version                                                 | Compatibilité annoncée | Par défaut            | DHCPv6                   | ND RDNSS                 | Notes |
| ---------------------------------------------------------- | ------------------------------------------------------- | ---------------------- | --------------------- | ------------------------ | ------------------------ | --- |
| AIX                                                        | 4.3                                                     | Oui                    | Oui                   | Oui                      | Non                      | |
| Android                                                    | 5.0 (Lollipop)                                          | Oui,                   | Oui                   | Non                      | Oui                      | Support ND-RDNSS à partir de la version 5. Pas de DHCPv6. Pertes d'IP unicast sur certains modèles. |
| Cisco IOS                                                  | 15.3                                                    | Oui                    | Oui                   | Oui                      | Oui                      | RDNSS supporté depuis 15.4(1)T, 15.3(2)S. |
| Debian                                                     | 3.0 (woody)                                             | Oui                    | Oui                   | Oui                      | Oui                      | RDNSS via paquets rdnssd, resolvconf, openresolve. |
| Fedora                                                     | 13                                                      | Oui                    | Oui                   | Oui                      | Oui                      | |
| FreeBSD                                                    | 9.0                                                     | Oui                    | Oui                   | partiel/ajout nécessaire |                          | |
| HP-UX                                                      | 11i                                                     | Oui                    | Oui                   | Oui                      | Oui                      | [ 9 ] |
| IBM i                                                      | 7.1                                                     | Oui                    | Oui                   | Oui                      | Non                      | [ 10 ] |
| iOS                                                        | 4.1                                                     | Oui                    | Oui                   | Oui                      | Oui                      | Autoconf sans état depuis 4.0, avec état depuis 4.3.1. |
| Juniper JUNOS                                              | 14.1                                                    | Oui                    | Oui                   | Oui                      | Oui                      | |
| Mac OS X                                                   | 10.7 (Lion)                                             | Oui                    | Oui                   | Oui                      | Oui                      | Versions 10.7–10.10 privilégient IPv4, depuis 10.11 Happy Eyeballs favorise IPv6. |
| MeeGo                                                      | 1.2                                                     | Non                    | Oui                   | Non                      | Oui                      | |
| NetBSD                                                     | 7.0                                                     | Oui                    | Oui                   | Oui                      | Oui                      | |
| OpenBSD                                                    | 5.2                                                     | Oui                    | Oui                   | partiel/ajout nécessaire | Oui                      | RDNSS uniquement via rtadvd. |
| openSUSE                                                   | 42.1 (Leap)                                             | Oui                    | Oui                   | Oui                      | Oui                      | |
| OpenVMS                                                    | 8.3                                                     | Oui                    | Oui                   | Non                      | Non                      | |
| Red Hat Enterprise Linux                                   | 6                                                       | Oui                    | Oui                   | Oui                      | Oui                      | |
| Solaris (système d'exploitation)                           | 10                                                      | Oui                    | Oui                   | Oui                      | Non                      | |
| SUSE Linux Enterprise Server                               | 11                                                      | Oui                    | Oui                   | Oui                      | Oui                      | |
| Symbian                                                    | 7.0                                                     | Oui                    | Oui                   | Non                      | Non                      | [ 22 ] |
| Ubuntu                                                     | 20.04 LTS à 24.04 LTS                                   | Oui                    | Oui                   | Oui                      | Oui                      | Le support de RDNSS est disponible via la configuration automatique. Pour les versions antérieures à 20.04, l'installation du paquet rdnssd peut être nécessaire. Depuis Ubuntu 20.04, Netplan est utilisé par défaut pour la configuration réseau, facilitant la gestion d'IPv6. |
| Microsoft Windows (incluant Windows Mobile, Phone, Server) | XP                                                      | Oui                    | Non                   | partiel/ajout nécessaire | Non                      | Implémentation possible via Dibbler. Pas de résolution DNS IPv6. |
| Microsoft Windows (incluant Windows Mobile, Phone, Server) | Vista, 7, 8, 8.1, 10, 11, 2016, 2019, 2022              | Oui                    | Oui                   | Oui                      | partiel/ajout nécessaire | Support complet IPv6 ; Privacy Extensions (RFC4941) activables via netsh. |
| Microsoft Windows (incluant Windows Mobile, Phone, Server) | Windows Mobile 6.5, Windows Phone 7.5/8(.1) (obsolètes) | Oui (à partir de WP8)  | Oui (à partir de WP8) | partiel/ajout nécessaire | Non                      | Plus supportés officiellement, pas d’implémentation RFC4941. |
| z/OS                                                       | V1R4.0+                                                 | Oui                    | Oui                   | Non                      |                          | Support dépend des modules installés, vérifier IBM. |